# Ariarate II di Cappadocia
Ariarate II (in greco antico Ἀριαράθης, Ariaráthēs; ... – 280 a.C.) fu satrapo e re della Cappadocia (301–280 a.C.).

## Biografia
Figlio di Oloferne, fuggì in Armenia dopo la morte di suo zio e padre adottivo Ariarate I, governatore di Cappadocia. Dopo la morte di Eumene ritornò in Cappadocia con l'aiuto di Ardoate, il re armeno, e uccise Aminta, satrapo macedone, nel 301 a.C., ma venne costretto ad accettare la sovranità seleucide. Gli succedette Ariamne, il maggiore dei suoi tre figli.